# L'Addition (Miró)
Pour les articles homonymes, voir L'Addition.
L'Addition est un tableau peint par Joan Miró en août-septembre 1925 à Mont-roig del Camp. Cette huile sur toile est conservée au musée national d'Art moderne, à Paris.

## Expositions
- Joan Miró: Schnecke Frau Blume Stern, Museum Kunstpalast, Düsseldorf, 2002 — n°13.
- Miró : La couleur de mes rêves, Grand Palais, Paris, 2018-2019 — n°23.